# Tim Martinez
Tim Martinez-Befan (* 28. Juni 2002) ist ein deutscher Basketballspieler.

## Werdegang
Martinez spielte erst bei der TSG Reutlingen, besuchte dann die Urspringschule, an der er 2021 sein Abitur bestand. In der Saison 2018/19 wurde er erstmals in der Zweitligamannschaft von Ehingen/Urspring eingesetzt. In der Saison 2021/22 schaffte er unter Trainer Felix Czerny den Sprung zum Stammspieler. Er verpasste mit der Mannschaft 2022 den Zweitligaklassenerhalt und wechselte zum Spieljahr 2022/23 zum Drittligisten White Wings Hanau. Hanau wurde im Frühjahr 2023 das Teilnahmerecht in der 2. Bundesliga ProB entzogen.
Martinez unterschrieb im Sommer 2023 einen Vertrag beim Bundesligisten Mitteldeutscher BC mit gleichzeitigem Zweitspielrecht beim Drittligisten BG Bitterfeld-Sandersdorf-Wolfen 06. Im Anschluss an die Saison 2023/24 erfolgte die Trennung. Martinez kehrte anschließend nach Ehingen (mittlerweile Drittligist) zurück. Er stieg 2025 mit Ehingen in die Regionalliga ab und blieb dem Verein anschließend in der vierthöchsten deutschen Spielklasse treu.